# Osmajärvi
Osmajärvi är en sjö i Finland. Den ligger i kommunen Leppävirta i landskapet Norra Savolax, i den södra delen av landet, 290 km nordost om huvudstaden Helsingfors. Osmajärvi ligger 79,4 meter över havet. Den är 18 meter djup. Arean är 9,28 kvadratkilometer och strandlinjen är 74,7 kilometer lång. Sjön  ingår i Vuoksens huvudavrinningsområde.   I omgivningarna runt Osmajärvi växer i huvudsak blandskog. Den sträcker sig 8,1 kilometer i nord-sydlig riktning, och 6,1 kilometer i öst-västlig riktning.
I övrigt finns följande i Osmajärvi:
- Ruununsaari (en ö)
- Kivikkosaari (en ö)
- Hasunsaari (en ö)
- Sääskisaari (en ö)
- Verkkosaari (en ö)
- Heinäluoto (en ö)
- Pieni Kurjensaari (en ö)
- Mustansaaret (en ö)
- Kurjensaari (en ö)
- Pasonsaari (en ö)
- Ihalansaari (en ö)
- Leväluoto (en ö)
- Pieni-Paso (en ö)
- Nuottisaari (en ö)
- Papinsaari (en ö)
- Kuoliosaari (en ö)